# Джагат Сингх I
Джагат Сингх I (1607 — 10 апреля 1652) — махараджа меварский в 1628—1652 годах. Его правление было относительно спокойным, страна избегала вторжений. Однако достигнуто это было путём отправления меварских войск в войны, ведущиеся Великими Моголами. В начале 1650-х годов попытался укрепить стены вокруг Читторгарха, чем едва не начал войну с Великими Моголами и был вынужден отступить от этой идеи. Вскоре после этого Джагат Сингх I скончался.
Джагат Сингх I был покровителем искусств. При нём был достроен дворец Джагат Мандир в Удайпуре, получила развитие раджпутская живопись.